# Alin Stoica
Alin Tudor Adi Stoica (Boekarest, 10 december 1979) is een Roemeens voormalig voetballer die ook de Belgische nationaliteit bezit. Hij speelde als offensieve middenvelder en als rechtsmidden, of als schaduwspits. 
Stoica doorliep de jeugdreeksen van Steaua Boekarest en brak aan het begin van de 21e eeuw door bij RSC Anderlecht. In 2001 werd hij in België verkozen tot  Jonge Profvoetballer van het Jaar. Later was hij in België actief bij onder meer Club Brugge en KAA Gent, en in Roemenië bij Politehnica Timișoara. Van 1998 tot 2003 kwam Stoica dertien keer in actie voor het Roemeens voetbalelftal.

## Carrière

### Jeugd
Alin Stoica werd in 1979 geboren in Boekarest als de zoon van Tudorel Stoica, aanvoerder van het Steaua Boekarest dat in 1986 de Europacup I veroverde. Hij sloot zich op jonge leeftijd aan bij de jeugd van Steaua Boekarest. De jonge Stoica had een uitstekende techniek, aangeleerd door dagelijks urenlang op straat te voetballen. Reeds als tiener maakte hij in eigen land furore. Hij werd omgedoopt tot "de nieuwe Gheorghe Hagi" en kon rekenen op de interesse van verscheidene Europese clubs. Op 16-jarige leeftijd maakte hij zijn debuut in het eerste elftal van Steaua, met wie hij meteen de dubbel won.

### RSC Anderlecht
In de zomer van 1996 betaalde RSC Anderlecht een half miljoen BEF (zo'n 12.500 euro) voor de getalenteerde middenvelder. Stoica werd in het team van trainer Johan Boskamp een ploeggenoot van onder meer Pär Zetterberg, Walter Baseggio en zijn landgenoot Tibor Selymes. Op 8 december 1996 maakte hij tegen KV Oostende zijn officieel debuut voor paars-wit. Hij mocht toen na 90 minuten en bij een 0-2 stand in het voordeel van Anderlecht invallen voor ploeggenoot Yaw Preko.
In het daaropvolgende seizoen kreeg de aanvallende middenvelder er met Enzo Scifo een extra concurrent bij. Desondanks groeide hij onder trainer René Vandereycken uit tot een vaste waarde. Op 12 augustus 1997 maakte hij tegen Vorskla Poltava zijn Europees debuut. Anderlecht won het duel met 0-2; Stoica scoorde in de slotminuten zijn eerste doelpunt voor de Brusselaars. Ook toen Arie Haan in november 1997 de ontslagen Vanderecyken opvolgde, mocht de Roemeen regelmatig in de basis starten.
Aan het einde van de jaren 90 groeide de middenvelder met zijn techniek en neus voor doelpunten uit tot een publiekslieveling en schopte hij het tot de nationale ploeg van Roemenië. In het seizoen 1999/2000 kwam hij door een blessure amper aan spelen toe, maar veroverde hij wel zijn eerste landstitel met Anderlecht. In het daaropvolgende seizoen werd hij voor de tweede keer op rij kampioen en werd hij ook een van de uitblinkers in de succesvolle deelname aan de UEFA Champions League. Stoica, die door coach Aimé Antheunis als rechtermiddenvelder werd uitgespeeld, startte in de groepsfase in de basis tegen Manchester United, PSV en Dynamo Kiev, drie wedstrijden die door paars-wit gewonnen werden. Ook in de tweede groepsfase van het kampioenenbal startte hij in de basis. Op de tweede speeldag verloor Anderlecht met 4-1 van Real Madrid. Stoica scoorde in de 89e minuut een eerredder in het Estadio Santiago Bernabéu. Op de volgende speeldag opende hij tegen Leeds de score, maar verloor Anderlecht alsnog met 2-1. Hoewel paars-wit thuis won van Lazio en Real Madrid slaagde het er niet in om zich te plaatsen voor de volgende ronde. De 22-jarige Stoica werd na afloop van het seizoen verkozen als Jonge Profvoetballer van het Jaar. Door de supporters van Anderlecht werd hij uitgeroepen tot beste speler van het jaar.
Na zijn grote doorbraak leek Stoica op weg om een titularis te worden, maar in het seizoen 2001/02 viel de jonge Roemeen uit de gratie van het bestuur. Onder druk van zijn makelaar en in de hoop een transfer naar een Europese topclub te versieren, weigerde hij zijn contract te verlengen. Toen zijn gewenste transfer in de zomer van 2002 uitbleef, keerde hij terug naar Anderlecht om een contractverlenging te bespreken. De club weigerde echter om met de Roemeense middenvelder verder te gaan.

### Club Brugge
Na een tijdje bij Național Boekarest te hebben meegetraind, belandde de transfervrije Stoica uiteindelijk bij rivaal Club Brugge. Bij de West-Vlaamse club kon de kleine middenvelder echter nooit doorbreken. Stoica, die in zijn eerste jaar in Brugge meteen de titel veroverde, moest zich onder trainer Trond Sollied tevreden stellen met een rol als invaller. Ook in het seizoen 2003/04 kwam Stoica, die ook niet goed in de groep lag, amper aan spelen toe. Met de komst van Jonathan Blondel in 2004 werd de inmiddels 25-jarige Roemeen helemaal overbodig in Brugge. Op 21 december 2004, een dag voor de supercupwedstrijd tegen zijn ex-club Anderlecht, werd zijn contract in onderling overleg verbroken. Tijdens de winterstop van het seizoen 2004/05 zocht hij andere oorden op.

### Siena
In januari 2005 tekende Stoica een contract bij AC Siena, dat toen in de Serie A tegen de degradatie streed. De Roemeen werd in het team van trainer Luigi De Canio een ploeggenoot van onder meer Igor Tudor, Tore Andre Flo en Enrico Chiesa. Maar ook in Italië kon Stoica zijn carrière niet herlanceren. Hij kwam nooit in actie voor Siena, dat in april 2005 besloot om zijn contract te verbreken.

### Terugkeer naar Roemenië
Na het korte Italiaanse avontuur besloot Stoica om terug naar zijn geboorteland te keren. Hij sloot zich aan bij Național Boekarest, waarvoor hij zes keer in actie zou komen. In september 2005 was hij even in beeld bij FC Brussels, maar tot een transfer kwam het niet. Tijdens de winterstop van het seizoen 2005/06 maakte hij de overstap naar Politehnica Timișoara.

### Terugkeer naar België
In de zomer van 2006 zag KAA Gent spelmaker Mbark Boussoufa naar Anderlecht verhuizen. Om het vertrek van de Nederlandse Marokkaan op te vangen, haalde Gent de 27-jarige Stoica terug naar België. Hij tekende een contract voor twee seizoenen.
Stoica werd in Gent, na een seizoen onder Georges Leekens, opnieuw verenigd met Trond Sollied. Net als in zijn periode bij Club Brugge vond Stoica ook nu zijn draai niet in de 4-3-3-formatie van de Noorse coach. In januari 2008 werd het contract van de Roemeen ontbonden.
Nadien kreeg hij aanbiedingen van Excelsior Moeskroen en zijn ex-club Politehnica Timișoara. Uiteindelijk besloot hij het seizoen 2007/08 af te maken bij Moeskroen. Bij die club was zijn vroegere ploegmaat Enzo Scifo de hoofdcoach. Maar ook onder impuls van Scifo kon Stoica zijn beste niveau niet terugvinden. Na enkele maanden waarin hij slechts enkele keren inviel, mocht hij van Moeskroen opnieuw andere oorden opzoeken.

### Einde carrière
Na zijn vertrek bij Moeskroen zat Stoica elf maanden zonder club. In maart 2009 vond hij in zijn vaderland een nieuwe werkgever. De Roemeen tekende een contract tot het einde van het seizoen bij FC Brașov. In juli 2009 maakte hij de overstap naar het Servische Vojvodina Novi Sad. Daar kwam hij door blessureleed eveneens amper aan spelen toe. Na afloop van het seizoen 2008/09 werd zijn contract, dat nog tot 2011 liep, verbroken.
In 2012 ging Stoica's ex-club Politehnica Timișoara failliet. Datzelfde jaar werd met ACS Poli Timișoara de officieuze opvolger van de club opgericht. In juli 2013 ging Stoica aan de slag bij de nieuwe club. In 2014 was hij even actief bij de Belgische vierdeklasser Standaard Wetteren, maar omdat hij niet in conditie raakte, mocht hij na enkele maanden weer vertrekken.

## Statistieken
| Seizoen | Club                  | Land              | Afdeling      | Competitie | Competitie |
| Seizoen | Club                  | Land              | Afdeling      | Wed.       | Dlp.       |
| ------- | --------------------- | ----------------- | ------------- | ---------- | ---------- |
| 1995/96 | Steaua Boekarest      | Vlag van Roemenië | Liga 1        | 1          | 0          |
| 1996/97 | RSC Anderlecht        | Vlag van België   | Eerste klasse | 3          | 0          |
| 1997/98 | RSC Anderlecht        | Vlag van België   | Eerste klasse | 31         | 3          |
| 1998/99 | RSC Anderlecht        | Vlag van België   | Eerste klasse | 26         | 1          |
| 1999/00 | RSC Anderlecht        | Vlag van België   | Eerste klasse | 16         | 6          |
| 2000/01 | RSC Anderlecht        | Vlag van België   | Eerste klasse | 28         | 7          |
| 2001/02 | RSC Anderlecht        | Vlag van België   | Eerste klasse | 23         | 6          |
| 2002/03 | Club Brugge           | Vlag van België   | Eerste klasse | 19         | 5          |
| 2003/04 | Club Brugge           | Vlag van België   | Eerste klasse | 9          | 0          |
| 2004/05 | Club Brugge           | Vlag van België   | Eerste klasse | 6          | 1          |
| 2004/05 | AC Siena              | Vlag van Italië   | Serie A       | 0          | 0          |
| 2004/05 | Național Boekarest    | Vlag van Roemenië | Liga 1        | 6          | 0          |
| 2005/06 | Național Boekarest    | Vlag van Roemenië | Liga 1        | 0          | 0          |
| 2005/06 | Politehnica Timișoara | Vlag van Roemenië | Liga 1        | 4          | 1          |
| 2006/07 | KAA Gent              | Vlag van België   | Eerste klasse | 24         | 2          |
| 2007/08 | KAA Gent              | Vlag van België   | Eerste klasse | 8          | 0          |
| 2007/08 | Excelsior Moeskroen   | Vlag van België   | Eerste klasse | 5          | 0          |
| 2009/10 | FK Vojvodina          | Vlag van Servië   | Superliga     | 4          | 0          |
| TOTAAL  | TOTAAL                | TOTAAL            | TOTAAL        | 213        | 32         |

## Nationale ploeg
Op 18 maart 1998 maakte Stoica tegen Israël zijn debuut in de nationale ploeg van Roemenië. Hij mocht toen van bondscoach Anghel Iordănescu na 73 minuten invallen voor Adrian Ilie. Later dat jaar werd Victor Pițurcă bondscoach. Hij nam Stoica niet mee naar het EK 2000 in België en Nederland. De EK-kwalificatiewedstrijd tegen Luxemburg, op 6 september 2003, was zijn laatste interland. De Roemenen wonnen het duel met 4-0. Stoica kwam in totaal 13 keer in actie voor zijn land.

## Palmares
| Nationaal                         |    |                        |
| Roemeens kampioen                 | 1x | 1996                   |
| Beker van Roemenië                | 1x | 1996                   |
| Belgisch kampioen                 | 3x | 2000, 2001, 2003       |
| Beker van België                  | 1x | 2004                   |
| Belgische Supercup                | 4x | 2000, 2001, 2002, 2003 |
| Ligabeker                         | 1x | 2000                   |
| Individueel                       |    |                        |
| Jonge Profvoetballer van het Jaar | 1x | 2001                   |